# Nastukafszy...
Nastukafszy... – pierwszy album polskiego zespołu hip-hopowego Warszafski Deszcz. Wydawnictwo ukazało się 5 stycznia 1999 roku nakładem wytwórni muzycznej R.R.X. Materiał wyprodukowali JanMario, Numer Raz, Bless One i Tede. Mastering wykonał Grzegorz Piwkowski, natomiast realizatorem nagrań był Wojciech Jakubas. Z kolei wśród gości na płycie znaleźli się Sen Mor W.A., Metropolia, Ryba, Gutek oraz JMI. Nagrania znalazły 30 tys. nabywców.
Album był sześciokrotnie wznawiany, w 2001 roku przez R.R.X., w 2004 przez firmę MiL, w 2007 przez Fonografikę, w 2008 i 2009 przez należąca do Andrzeja "Żuroma" Żuromskiego oficynę Terror Muzik oraz w 2012 roku przez MiL w kooperacji z R.R.X..
Pochodzący z albumu utwór pt. "Aluminium" znalazł się na liście "120 najważniejszych polskich utworów hip-hopowych" według serwisu T-Mobile Music. 
Znajdujący się płycie utwór "0:44" był zaczepką w stronę Kalibra 44, którzy w ramach outra na swym drugim studyjnym albumie pt. W 63 Minuty Dookoła Świata umieścili dwudziestodwusekundowy utwór ciszy zatytułowany ''0:22''. Między grupami nie rozpętał się jednak beef, ponieważ zakończenie płyty Kalibra okazało się nie być kierowane w stronę raperów z Warszawy.

## Lista utworów
Opracowano na podstawie materiału źródłowego.
1. "Oficjalnie przy mikrofonie" (produkcja: Tede)[A] - 4:29
2. "Warszafski deszcz" (produkcja: Tede)[B] - 3:50
3. "Czas nas zmienił chłopaki..." (gościnnie: Metropolia, produkcja: Tede) – 4:20
4. "Sobota" (produkcja: JanMario)[C] - 4:59
5. "Konexje" (produkcja: Tede)[D] - 3:57
6. "To ma głową kiwać" (produkcja: JanMario)[E] - 4:25
7. "Jedźmy gdzieś" (produkcja: Tede) – 4:02
8. "Nie mów mi o umieraniu" (gościnnie: RJW Gan, produkcja: Tede) – 2:48
9. "Czy znasz mnie ?" (produkcja: JanMario)[F] - 3:20
10. "Daj se luz" (produkcja: Bless One)[G] - 3:48
11. "Żyję spox !" (produkcja: Tede)[H] - 3:32
12. "Jestem z chłopakami" (gościnnie: Sen Mor W.A., produkcja: JanMario)[I] - 4:06
13. "Szare dni" (gościnnie: Ryba, produkcja: Tede)[J] - 2:39
14. "Warszafski śnieg" (produkcja: Tede) – 4:05
15. "Aluminium" (produkcja: Tede)[K] - 4:29
16. "Rymocholik o..." (produkcja: Tede)[L] - 3:03
17. "Powoli do przodu" (produkcja: JanMario)[Ł] - 3:44
18. "Gram w zielone (Jaram!)" (produkcja: Tede) – 4:22
19. "Kilkaset słów prawdy (I co. Musiał ?)" (produkcja: JanMario)[M] - 2:17
20. "Re-relaxuje" (gościnnie: Metropolia, Gutek, produkcja: Tede)[N] - 3:06
21. "0:44" (produkcja: Numer Raz) – 0:44

Notatki
- A^ W utworze wykorzystano sample z piosenki  "Never, Never Gonna Give You Up (Mammoth Mix)" w wykonaniu Barry’ego Whitea[5].
- B^ W utworze wykorzystano sample z piosenki "One Rock Make No Boulder" w wykonaniu George’a Bensona[5].
- C^ W utworze wykorzystano sample z piosenki "Tonight" w wykonaniu zespołu Kleeer[5].
- D^ W utworze wykorzystano sample z piosenki "Exodus" w wykonaniu Édith Piaf[5].
- E^ W utworze wykorzystano sample z piosenki "Moje sentymenty" w wykonaniu Zdzisławy Sośnickiej[5].
- F^ W utworze wykorzystano sample z piosenki "North, East, South, West" w wykonaniu zespołu Kool & the Gang[5].
- G^ W utworze wykorzystano instrumentalną wersję utworu "Official" w wykonaniu rapera Big Shug[5][6].
- H^ W utworze wykorzystano sample z piosenki "And Love Goes On" w wykonaniu zespołu Earth, Wind & Fire[5].
- I^ W utworze wykorzystano sample z piosenki "Brand New Christmas" w wykonaniu zespołu Hot Chocolate[5].
- J^ W utworze wykorzystano sample z piosenki "Once Upon a Time" w wykonaniu Donny Summer[5].
- K^ W utworze wykorzystano sample z piosenek "(Too Little in Common to Be Lovers) Too Much Going to Say Goodbye" w wykonaniu zespołu The Newcomers i "(Theme) Once Upon a Time" Donny Summer[5].
- L^ W utworze wykorzystano sample z piosenki "Shame" w wykonaniu Evelyn "Champagne" King[5].
- Ł^ W utworze wykorzystano sample z piosenki "Far East Mississippi" w wykonaniu zespołu Ohio Players[5].
- M^ W utworze wykorzystano sample z piosenki "Heaven at Once" w wykonaniu zespołu Kool & the Gang[5].
- N^ W utworze wykorzystano sample z piosenki "Can’t Get Enough of Your Love, Babe" w wykonaniu Barry’ego Whitea[5].